# 陳冠君
陳冠君（1961年11月16日—）是台灣的漫畫家。出生於嘉義縣嘉義市。血型O型。美國紐約市立大學美術碩士畢業。
代表作為《Joker Time》。

## 人物
- 1986年以刊載於《歡樂漫畫》半月刊（時報出版）上的〈厄里！肋瑪，撒黑巴塔尼〉而正式出道。
- 早年從復興商工美工科畢業後進入師範大學美術系。曾經擔任過美術老師。大學時期（1986年）參加時報出版社所舉辦的全國漫畫大擂台比賽以〈厄里！肋瑪，撒黑巴塔尼〉獲得佳作並開始於《歡樂漫畫》、《星期漫畫》等漫畫雜誌上開始連載短篇作品。1991年赴美，攻讀美國紐約市立大學美術碩士，從此淡出台灣漫畫界，並不再有作品出版。
- 因年輕時大量接觸西洋文學及思想，陳冠君作品文學性濃厚，許多短篇由俄國作家柴坷夫小說改編。其漫畫作品如同看電影分鏡一般，相當擬真且頗具動態感，為非常具有個人特色的台灣漫畫家。
- 現任國立彰化師範大學美術系專任教授

## 作品一覽

### 短篇漫畫
- 厄里！肋瑪，撒黑巴塔尼（歡樂漫畫，1986年）
- 太空先鋒（歡樂漫畫，1987年）
- 摩洛哥大賽（歡樂漫畫，1987年）
- 龍洞（歡樂漫畫，1988年）
- 老虎坦克（歡樂漫畫，1988年）
- 失蹤的一日（歡樂漫畫，1988年）
- 火子（星期漫畫，1988年）
- 風中的娜迪亞（星期漫畫，1988年）
- 房東太太的酒（星期漫畫，1988年）
- 森林懦夫（星期漫畫，1988年）
- 槍決（星期漫畫，1990年）
- 鳥巢（星期漫畫，1990年）
- 紅氣球（星期漫畫，1989年）
- 畫室之秋（星期漫畫，1989年）
- 大年夜（星期漫畫，1990年）
- 誰家的狗（星期漫畫，1990年）

### 著書
- Joker Time（AM）時報出版，1994年10月12日，ISBN 9571314218
- Joker Time（PM）時報出版，1994年10月21日，ISBN 9571314226